# 370 aC
El 370 aC va ser un any del calendari romà prejulià. En aquell temps, era conegut com a any del tribunat de Publícola, Potit, Maluginense, Pretextat, Medul·lí i Capitolí (o, més rarament, any 384 ab urbe condita o de la fundació de la ciutat). L'ús del nom «370 aC» per referir-se a aquest any es remunta a l'alta edat mitjana, quan el sistema Anno Domini va ser el mètode de numeració dels anys més comú a Europa.

## Esdeveniments

### Antiga Grècia
- Inici del regnat d'Alexandre II de Macedònia, el fill gran del rei Amintes III. Va pujar al tron encara molt jove, i va regnar possiblement dos anys, encara que Diodor de Sicília diu que només en va regnar un.[2]
- Alexandre de Feres, tirà de la ciutat de Feres a Tessàlia, usurpa el poder després d'assassinar a Jàson, quan va accedir al poder Polidor, germà de Jàson, al que va enverinar al cap d'un any. Segons Xenofont, Polidor va ser assassinat per son germà Polifró, que al seu torn va morir assassinat per Alexandre, germà o nebot seu, el 369 aC.[3]
- Licomedes de Mantinea i Epaminondes funden la ciutat de Megalòpolis, a la riba del riu Alfeu, poc després de la batalla de Leuctres, per unificar tots els arcadis que vivien dispersos pel territori. Van dirigir la fundació deu magistrats d'Arcàdia: dos eren de Tègea, dos de Mantinea, dos de Clítor, dos del districte de Menàlia i dos del de Parràsia. Per poblar la ciutat es van forçar quaranta comunitats perquè aportessin habitants: deu de Menàlia, vuit de Parràsia, quatre de Cinúria, sis d'Eutrèsia, tres de la Trípolis Arcàdia, sis del districte d'Egis i tres del territori d'Orcomen. El territori de la ciutat s'estenia fins a 40 km al nord i a l'est fins a Tègea, Mantinea, Orcomen i Càfies, i a l'oest fins a Messènia, Figàlia i Herea.[4]
- Neoptòlem I, fill d'Àlcetes, és rei de l'Epir.[5]

### Antiga Roma
- Aquest any hi va haver de nou tribuns amb potestat consular, després de cinc anys (a partir del 375 aC) en què l'elecció no es va dur a terme, perquè els tribuns de la plebs Gai Licini Calvus Estoló i Luci Sexti Sextí Laterà que havien presentat unes propostes legislatives favorables als plebeus, les Lleis Liciniae-Sextiae van impedir les eleccions.[6] Són elegits: Publi Valeri Potit Publícola, Gai Valeri Potit, Servi Corneli Maluginense, Servi Sulpici Pretextat, Luci Furi Medul·lí i Aulus Manli Capitolí.[7]
- La ciutat de Velitres estava en guerra amb Roma i va assolar el territori dels llatins (aliats romans). Va assetjar Túsculum, però va ser derrotada per Marc Furi Camil.[8]

## Necrològiques
- Amintes III, rei de Macedònia, d'edat avançada, segurament amb vuitanta anys.[9]